# Бархатисто-пятнистый чёрный усач
Бархатисто-пятнистый чёрный усач (лат. Monochamus saltuarius) — вид жесткокрылых насекомых из подсемейства ламиин (Lamiinae) внутри семейства усачей (Cerambycidae).
Распространён в Центральной Европе, Румынии и Сибири. Длина тела имаго 11—22 мм. Кормовым растением личинок является ель (Picea). Имаго являются переносчиками древесных нематод вида Bursaphelenchus xylophilus. Жуки питаются корой веточек здоровых хвойных деревьев (сосна густоцветная и Pinus thunbergii).